# Кавче
Кавче (словен. Kavče) — поселення в общині Веленє, Савинський регіон, Словенія. 
Висота над рівнем моря: 460,8 м.